# Erik Hassle
Erik Hassle (født 26. august 1988 i Salem, Stockholms län) er en svensk singer-songwriter.
Hassle er født i Salem, Stockholms län, men er opvokset i Bie, Katrineholm 150 kilometer syd for Stockholm. Han gik på musikgymnasiet Rytmus i Stockholm, hvor han senere blev opdaget af en musikmanager, der satte ham sammen med sangskriver- og producerteamet Tysper/Mack/Grizzly. I 2008 fik han en pladekontrakt med svenske Roxy Recordings og i 2009 en international kontrakt med Island Records og Universal Republic. Kontrakten med Island skal være en af de største i Storbritannien de senere år.
Hans debutalbum, Hassle, er skrevet og indspillet fra han var 17 til 20 år, og blev udgivet den 19. august 2009 i Sverige. Førstesinglen "Hurtful" blev et stort hit både i hjemlandet Sverige, Storbritannien og Danmark. I Danmark blev nummeret valgt til "P3's Uundgåelige" på DR P3 i slutningen af september 2009, og i slutningen af februar 2010 gik den ind som #2 på single-hitlisten. I Sverige gik debutalbummet direkte ind som #2 på album-hitlisten. I Storbritannien udkom albummet, under titlen Pieces, den 22. februar 2010 med én ny sang og fire sange i nye versioner. "Hurtful", der var udkommet to uger forinden, nøjedes med at blive #59 på hitlisten.
Hassle vandt prisen som "Årets nye artist" i Sverige ved Grammis-uddelingen og P3 Guld i henholdsvis 2009 og 2010. Den britiske avis The Guardian udråbte ham i marts 2009 til "en ny Robbie Williams", og han er i øjeblikket bosat i London.
Han var gæstesanger i finalen i X Factor den 27. marts 2010 i Parken, hvor han optrådte med "Don't Bring Flowers" og "Hurtful" sammen med Tine, der fik en andenplads.
Efter flere års fravær fra musikken vendte Erik Hassle tilbage med singlen "Talk About It" i 2013.

## Diskografi

### Album
- Hassle (2009)
- Pieces (2010)
- Mariefred Sessions (2011)
- We Dance (2012)
- Innocence Lost (2017)

### Singler
- "Hurtful" (2008)
- "Don't Bring Flowers" (2009)
- "Standing Where You Left Me" (2010)
- "Talk About It" (2013)